# Ingrid Sandahl (skådespelare)
Ingrid Elfrida Sandahl, född 10 mars 1875 i Stockholm, död 22 augusti 1955 i Högalids församling i Stockholm, var en svensk skådespelare.
Sandahl är begravd på Norra begravningsplatsen utanför Stockholm.

## Filmografi (i urval)
- 1919 – Synnöve Solbakken
- 1921 – Kvarnen
- 1935 – Äktenskapsleken
- 1936 – Intermezzo
- 1936 – Bombi Bitt och jag
- 1938 – Vingar kring fyren
- 1938 – Kustens glada kavaljerer
- 1941 – Det sägs på stan
- 1943 – Stora skrällen
- 1943 – Anna Lans

## Teater

### Roller (ej komplett)
| År   | Roll                 | Produktion                                 | Regi               | Teater                |
| ---- | -------------------- | ------------------------------------------ | ------------------ | --------------------- |
| 1909 | Markisinnan Mereston | Lady Frederick W. Somerset Maugham         | Axel Hansson       | Lady Frederick-turnén |
| 1911 | Ragna                | Äkta makar Peter Egge                      | Mauritz Stiller    | Lilla teatern         |
| 1911 | Pastorskan           | Bakom Kuopio Gustaf von Numers             | Mauritz Stiller    | Lilla teatern         |
| 1928 | Marie Ducrot         | Mary Dugans process Bayard Veiller         | Harry Roeck-Hansen | Blancheteatern        |
| 1932 |                      | Adam och Evorna Sigurd Hoel och Helge Krog | Gösta Ekman        | Folkteatern           |
| 1938 | Första hårfrisörskan | Kvinnorna Clare Boothe Luce                | Rune Carlsten      | Dramaten              |
| 1940 | Fru Jattefaux        | Bröllopsnatt (Oktobertag) Georg Kaiser     | Nils Ekstam        | Nya teatern           |